# Mortal Online
Mortal Online – komputerowa gra fabularna z gatunku MMO wyprodukowana przez szwedzką firmę Star Vault, została wydana 9 czerwca 2010 roku.

## Rozgrywka
Mortal Online jest nowoczesną komputerową grą fabularną z widokiem z pierwszej osoby z gatunku MMO. Gra zawiera rozbudowany tryb PvP i korzysta z silnika graficznego Unreal Engine 3 autorstwa Epic Games.
Fabuła gry osadzona została w mitycznym świecie fantasy. Każdy bohater posiada podstawowe parametry (m.in. imię, rasę, płeć, aparycję), atrybuty (m.in. siłę, zręczność, inteligencję, energię życiową czy manę) oraz techniki bojowe. Dodatkowo istnieją tzw. „umiejętności Deva”, które są rozdzielone pomiędzy wszystkie postacie gracza. W grze znajdują się też specjalne zadania, wydarzenia i legendarne potwory, każde zadanie gracz może wykonać raz.

## Wydanie
20 lipca 2009 roku została udostępniona opcja zamówienia przedpremierowego Mortal Online. Tego samego dnia rozpoczął się pierwszy z pięciu etapów testów. Gra pierwotnie miała być wydana w październiku 2009 roku. Kolejny termin wydania gry został wyznaczony na koniec marca 2010 roku. 31 marca 2010 roku poinformowano, że wystąpiły problemy z synchronizacją i w związku z tym wydanie gry zostanie opóźnione o miesiąc. Gra ostatecznie została wydana w Stanach Zjednoczonych oraz w innych częściach świata 9 czerwca 2010 roku. 1 września 2015 roku gra została udostępniona w serwisie Steam.

## Odbiór
W 2008 roku na forum Mortal Online zarejestrowanych było 5000 użytkowników, zostało ono odwiedzone ponad 200 000 razy przez użytkowników ze 169 krajów od początku 2008 roku. W 2009 roku w wersję beta gry zagrało 13 500 graczy. W 2011 roku został opublikowany film Playing Mortal Online with Arnold!, w którym szwedzki wykonawca muzyki eurodance, Basshunter promuje i opowiada o grze.